# Synovate
Synovate was een bedrijf dat zich bezighield met marktonderzoek, waaronder opinieonderzoek. Het bedrijf was een internationaal netwerk van onderzoeksbureaus en was in meer dan 60 landen actief, waaronder ook in België en Nederland. In 2011 werd Synovate overgekocht door Ipsos.
De internationale marktonderzoekstak van Aegis Group plc. werd in 2001 opgericht en is tot stand gekomen via een reeks van acquisities van kleinere marktonderzoekbureaus. In 2008 had het bedrijf meer dan 6000 personeelsleden, verdeeld over 138 vestigingen in 62 landen, verspreid over de hele wereld.
Het bedrijf had geen hoofdkantoor. De hoofdkantoorfuncties waren verdeeld over de verschillende lokale bureaus over heel de wereld verspreid. Het had onder andere vestigingen in Amsterdam, Antwerpen en Gent.
Op 29 januari 2007 werd het Nederlandse marktonderzoekbureau Interview-NSS onderdeel van Synovate.
Synovate Nederland bekleedde een vooraanstaande rol op het gebied van opinieonderzoek, politieke voorkeuren en maatschappelijke ontwikkelingen. Twee keer per maand peilde Synovate door middel van de Politieke Barometer de politieke voorkeur van de Nederlanders. De werkzaamheden van Synovate in Nederland waren ook te zien voor personen die regelmatig gebruikmaakten van het openbaar vervoer. In treinen van NS, Syntus en Veolia voerden medewerkers van het bedrijf zogenaamd "reizigersonderzoek" uit, wat inhield dat ze in opdracht van de vervoerder bekeken van welk type vervoerbewijs de reizigers gebruikmaakten.